# Адмиралтейская улица (Казань)
Адмиралтейская улица (тат. Адмираллык урамы) — улица в историческом районе Адмиралтейская слобода Кировского района Казани.

## География
Пересекается со следующими  улицами:
- Улица Клары Цеткин
- Мало-Московская улица
- Урицкого улица[вд]

## История
До революции 1917 года носила то же название и относилась к 6-й полицейской части.
В 1927 году была переименована в улицу 10 лет Октября.
В 1927-1929 годах нечётная часть улицы одна из первых в послереволюционной Казани была застроена типовыми зданиями в стиле конструктивизма. Выбор именно этой улицы для застройки был не случаен: в ранний советский период в Ближнем Устье планировалось строительство всесезонного речного порта (действующий на тот момент порт в Дальнем Устье нередко затапливался во время весеннего разлива). Таким образом, улица 10 лет Октября должна была стать «воротами в город». Однако из-за нехватки средств порт в Ближнем Устье так и не был построен, а недостроенное здание речного порта позднее использовалось Казанским вертолётным заводом как производственный корпус.
В 1930-х годах в квартале, формируемом улицами Адмиралтейской, Мало-Московской и Урицкого, был построен первый в Казани жилой комплекс, который формировался по принципам соцгорода. На 1939 год на улице имелось свыше 20 домовладений: №№ 1/2–17/30 и 41/114 по нечётной стороне и № 2, здания завода № 169, конторы Татсоюза, ещё одной конторы и барака без номера по чётной.
Постановлением Главы администрации г. Казани от 25 августа 2005 года улице было возвращено историческое название.
В первые годы советской власти административно относилась к 6-й части города; после введения в городе административных районов относилась к Заречному (с 1931 года Пролетарскому, с 1935 года Кировскому) району.

## Примечательные объекты
- № 13/30 — бывшее общежитие завода обозных деталей № 169.

### Комментарии
1. ↑  пространство между Адмиралтейской улицей и нынешним старым руслом Казанки